# 西光寺 (台東区谷中)
西光寺（さいこうじ）は、東京都台東区にある新義真言宗の寺院。

## 歴史
1603年（慶長8年）、佐竹義宣の開基である。元々は神田に位置していたが、1648年（慶安元年）に現在地に移転した。
久保田藩佐竹家と津藩藤堂家の祈願所であった。江戸時代はたびたび火災に遭っているが、その都度、佐竹家の協力により再建されている。

## 文化財
- 庚申塔1基（台東区有形文化財 平成19年3月登載）[3]

## 交通アクセス
- 千代田線千駄木駅より徒歩約8分（経路案内）。
- JR東日本日暮里駅より徒歩約10分（経路案内）。